# 李悅心
李悦心（？—？），字澹远，號桐月，山東兖州府曹县人。明末清初政治人物。同進士出身。

## 生平
萬曆三十四年（1606年）丙午科山東鄉試第十二名舉人，七年（1634年），登甲戌科會試第二百五十八名，廷試三甲第一百四十三名進士，兵部观政，十年授行人司行人。十四年考选陕西道御史，十五年巡按陕西甘肃，兼摄巩昌学政。升任山西潞安兵巡副使。入清後歸隐不仕。其诗尤佳，著有《修献录》、《染柳轩集》。

## 家族
曾祖李高；祖父李崐；父李天表，乡宾。